# Linearna polarizacija
Linearna polarizacija elektromegnetnega valovanja je vrsta polarizacije, kjer vrh vektorja električnega in magnetnega polja niha vzdolž daljice.

## Opis linearno polariziranega valovanja
Linearno polarizirano valovanje lahko obravnavamo kot superpozicijo dveh valovanj, ki nihata v pravokotnih ravninah. Komponenti električnega (tudi magnetnega) polja lahko zapišemo kot 
{\displaystyle {\vec {E}}_{x}(z,t)=E_{0.x}cos(kz-\omega t){\vec {i}}\!} 

{\displaystyle {\vec {E}}_{y}(z,t)=E_{0.y}cos(kz-\omega t+\phi ){\vec {j}}\!}
kjer je
- {\displaystyle E_{0.x}\!} amplituda električnega polja na osi x
- {\displaystyle E_{0.y}\!} amplituda električnega polja na osi y
- {\displaystyle {\vec {E}}_{x}(z,t)\!} komponenta vektorja električnega polja na osi x
- {\displaystyle {\vec {E}}_{y}(z,t)\!} komponenta vektorja električnega polja na osi y
- {\displaystyle \omega \!} krožna frekvenca {\displaystyle \omega =c\cdot k\!}
  - {\displaystyle c\!} hitrost svetlobe
  - {\displaystyle k\!} valovno število
- {\displaystyle {\vec {i}}\!} enotski vektor na osi x
- {\displaystyle {\vec {j}}\!} enotski vektor na osi y
- {\displaystyle \phi \!} fazna razlika med obema valovanjema

Superpozicija obeh valov nam da
{\displaystyle {\vec {E}}(z,t)={\vec {E}}_{x}(z,t)+{\vec {E}}_{y}(z,t)\!}
Val, ki ga dobimo, ima stalno amplitudo z vrednostjo {\displaystyle E_{0.x}+E_{0.y}\!}. To se zgodi kadar je {\displaystyle \phi =2m\pi \!} ({\displaystyle m=0,\pm 1,\pm 2,\ldots \!}, valovi so v fazi) ali kadar je {\displaystyle \phi =(2m+1)\pi \!},  pri tem pa je {\displaystyle m=0,\pm 1,\pm 2,\ldots \!} (valovi niso v fazi).
Linearna polarizacije je poseben primer eliptične polarizacije.
Elektromagnetno valovanje, ki ga seva dipol je linearno polarizirano.

## Polarizator
Mreža iz vzporednih žic deluje kot polarizator, ki daje linearno polarizirano elektromagnetno valovanje. Takšen polarizator ne prepušča elektromagnetnega valovanja, kadar imajo žice smer električnega polja. Kadar pa električna poljska jakost niha pravokotno na žice, valovanje prepušča. Na ta način deluje kot polarizator (glej sliko na desni).